# Noalhac
Noalhac este o comună în departamentul Lozère din sudul Franței. În 2009 avea o populație de 99 de locuitori.

## Evoluția populației
| An        | 1975 | 1982 | 1990 | 1999 | 2006 | 2009 |
| --------- | ---- | ---- | ---- | ---- | ---- | ---- |
| Populație | 112  | 107  | 88   | 82   | 98   | 99   |